# Фішер (протока)

Протока Фішер

Фі́шер (англ. Fisher) — протока в Північному Льодовитому океані, омиває береги Канади.
Протока знаходиться між островом Саутгемптон на північному заході та островом Котс на південному сході.
На півдні відкривається в Гудзонову затоку, на північному сході переходить в протоку Еванс.
| Земля | Це незавершена стаття з географії. Ви можете допомогти проєкту, виправивши або дописавши її. |